# Riviera caucásica

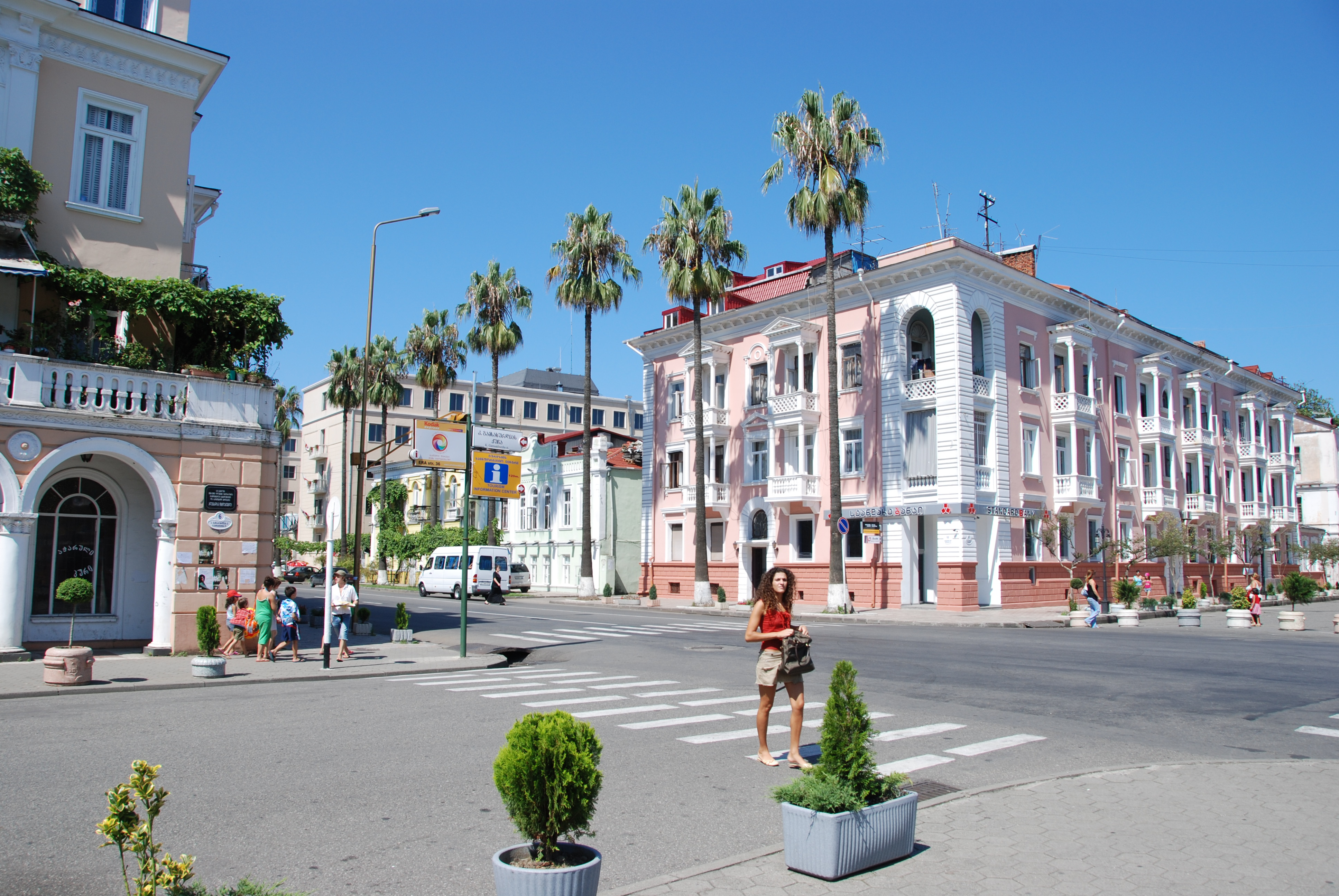
Calles de Batumi

La Riviera caucásica se encuentra en la costa oriental del mar Negro en virtud de las montañas del Cáucaso. Se extiende desde Novorossiysk, Rusia, a Sarpi, Georgia. El área se divide en cinco regiones, de los cuales cuatro (Adjaria, Guria, Samegrelo y Abjasia) se encuentra en Georgia, y una (la costa del Mar Negro de Krasnodar) es en Rusia. Riviera caucásica es de 600 km (370 millas) de largo, a 350 km (220 millas) de las cuales pertenece a Rusia y 250 km (160 millas) a Georgia. La costa se encuentra en la misma latitud que la Riviera francesa, Liguria, Nueva York y Corea.

## Historia

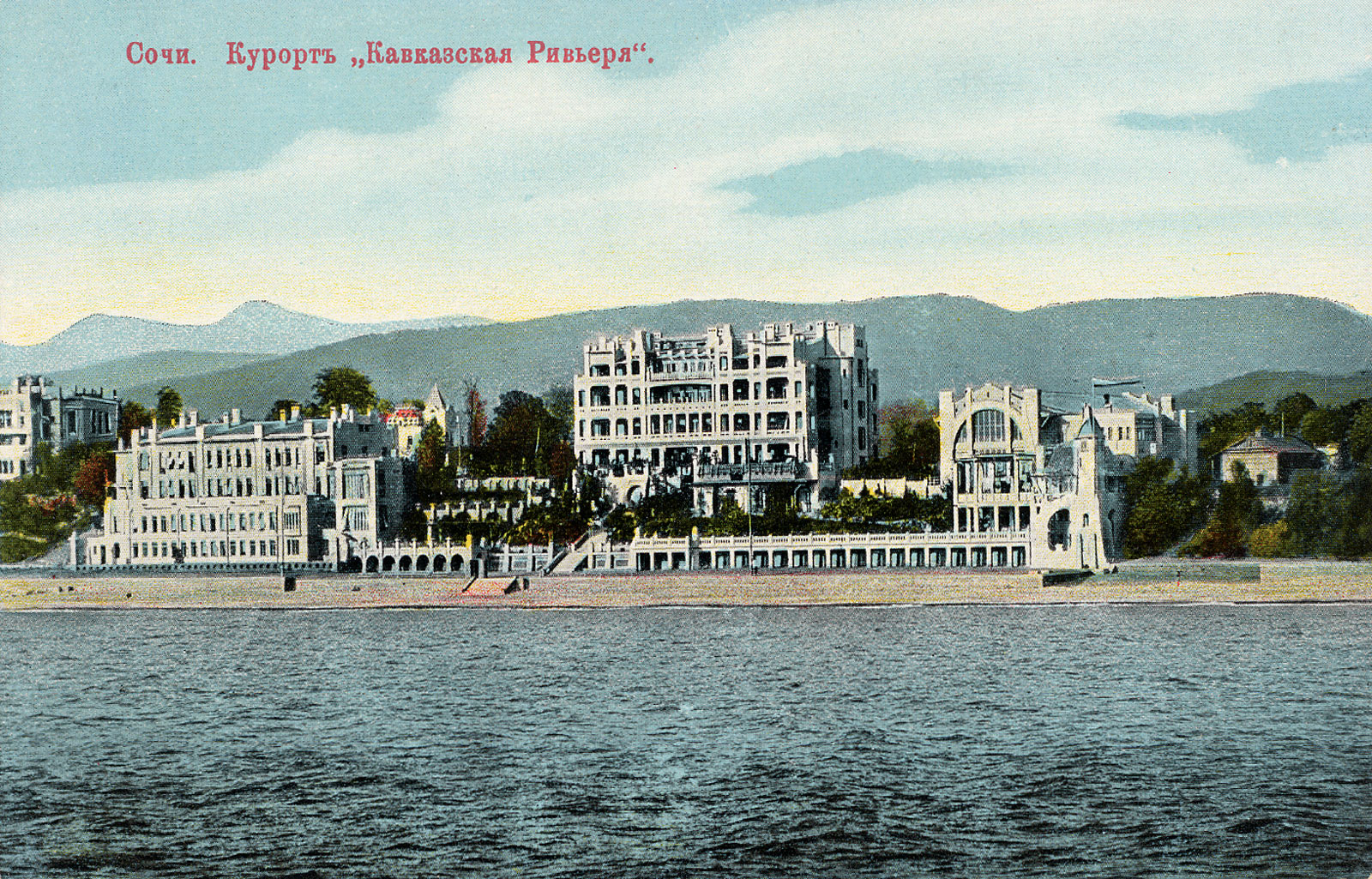
El complejo "Caucaisian Riviera" en Sochi, ca. 1909

La riviera caucásica fue poblada desde épocas antiguas. La región era conocida como la Cólquida en la Antigüedad Clásica.
Se convirtió en destino turístico durante el siglo XIX, gracias a la popularidad que adquirió entre los aristócratas rusos. En la época soviética se la conoció como Riviera Soviética por su popularidad como destino turístico entre la población de la URSS. Después de la desintegración de la Unión Soviética perdió algo de su popularidad debido a la guerra en Abjasia y a la inestabilidad económica general en la región. Hoy la costa oriental del Mar Negro es testigo de su renacimiento, debido en parte a las renovaciones de Batumi y los Juegos Olímpicos de Invierno de 2014, celebrados en Sochi.

## Clima

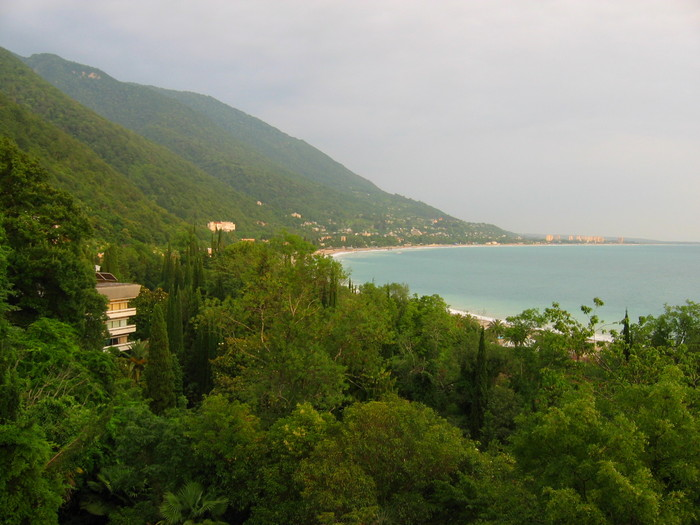
Costa del Mar Negro, con flora subtropical en Gagra

De Novorossiysk a Tuapse, la temperatura media en enero es de 3 °C (37 °F), y durante julio su 23 °C (73 °F). Desde el sur de Tuapse el clima es subtropical húmedo debido a las montañas que se elevan por encima de 1.000 metros sobre el mar. Las montañas no dejan que la humedad del Mar Negro para mover al este lo que crea un microclima con una temperatura promedio de 5 °C (41 °F) en enero y 28 °C (82 °F) en julio. Mientras que en el norte de Tuapse, la precipitación media es de 500 mm (20 pulgadas) al año, en el sur de Tuapse hasta Adzharia es 2.800 mm (110 pulgadas), la mayoría de los cuales cae durante el invierno. Sol promedio es entre 2200-2400 horas y sólo 12 días durante el verano son las lluvias.

## Economía

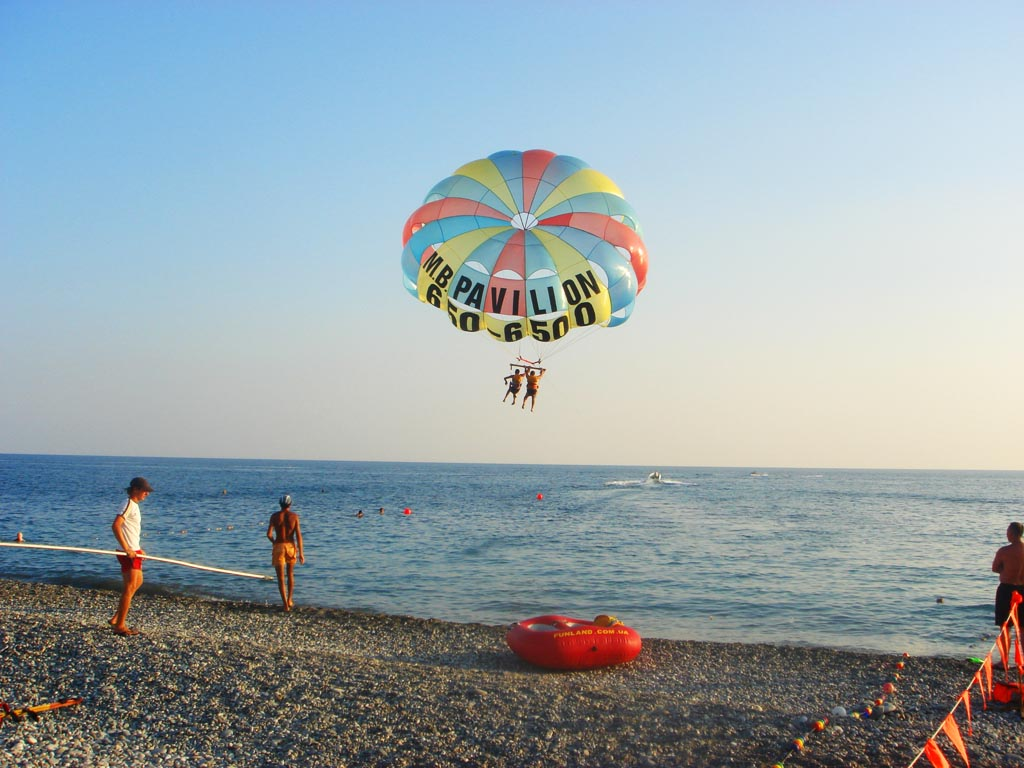
En la playa de Dagomys

La economía se basa en el turismo, la agricultura y el transporte. Temporada dura desde mediados de mayo hasta mediados de octubre. Los principales centros turísticos se encuentran en Adzharia, Abjasia y Sochi. Hay tres zonas de esquí cerca de la costa.
La agricultura es parte importante de la economía con variedad de verduras, cereales y frutas cultivadas. El cultivo del té es común en esa zona, y el Cáucaso es una de las zonas más septentrionales del mundo donde se cultiva el té.
Mar Negro también se llama "mar muerto", porque no hay vida debajo de los 200 metros, sin embargo diferentes especies de peces se encuentran en el mar para la pesca es parte de la economía.
Puertos importantes son Batumi, Poti, Sujumi, Sochi, Tuapse y Novorossiysk.

## Galería

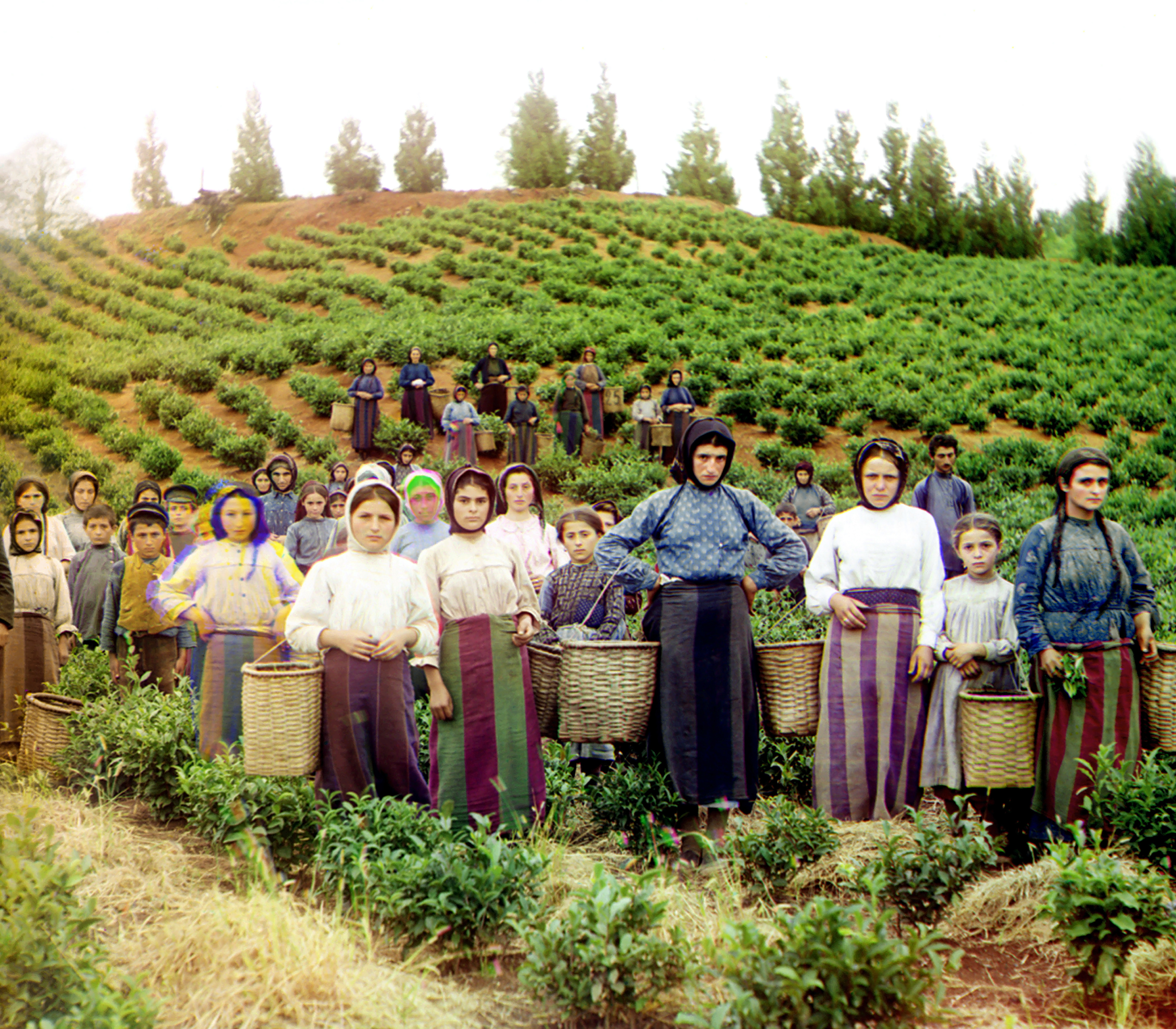
Trabajadores cosecha de té, cerca de Batumi, ca. 1909—1915
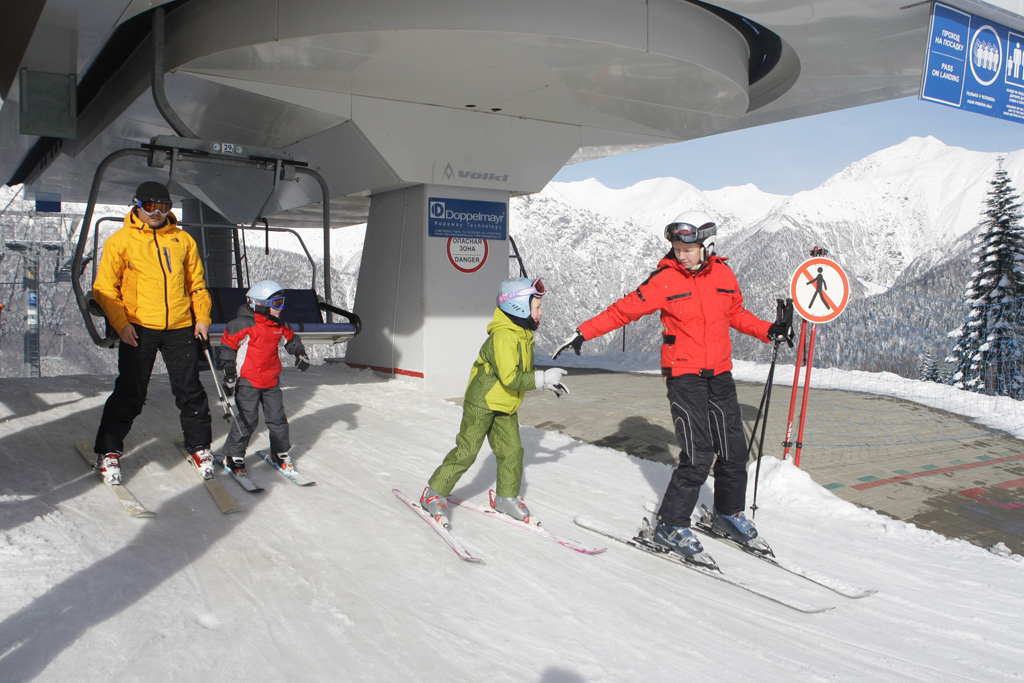
Esquí alpino en Krasnaya Polyana
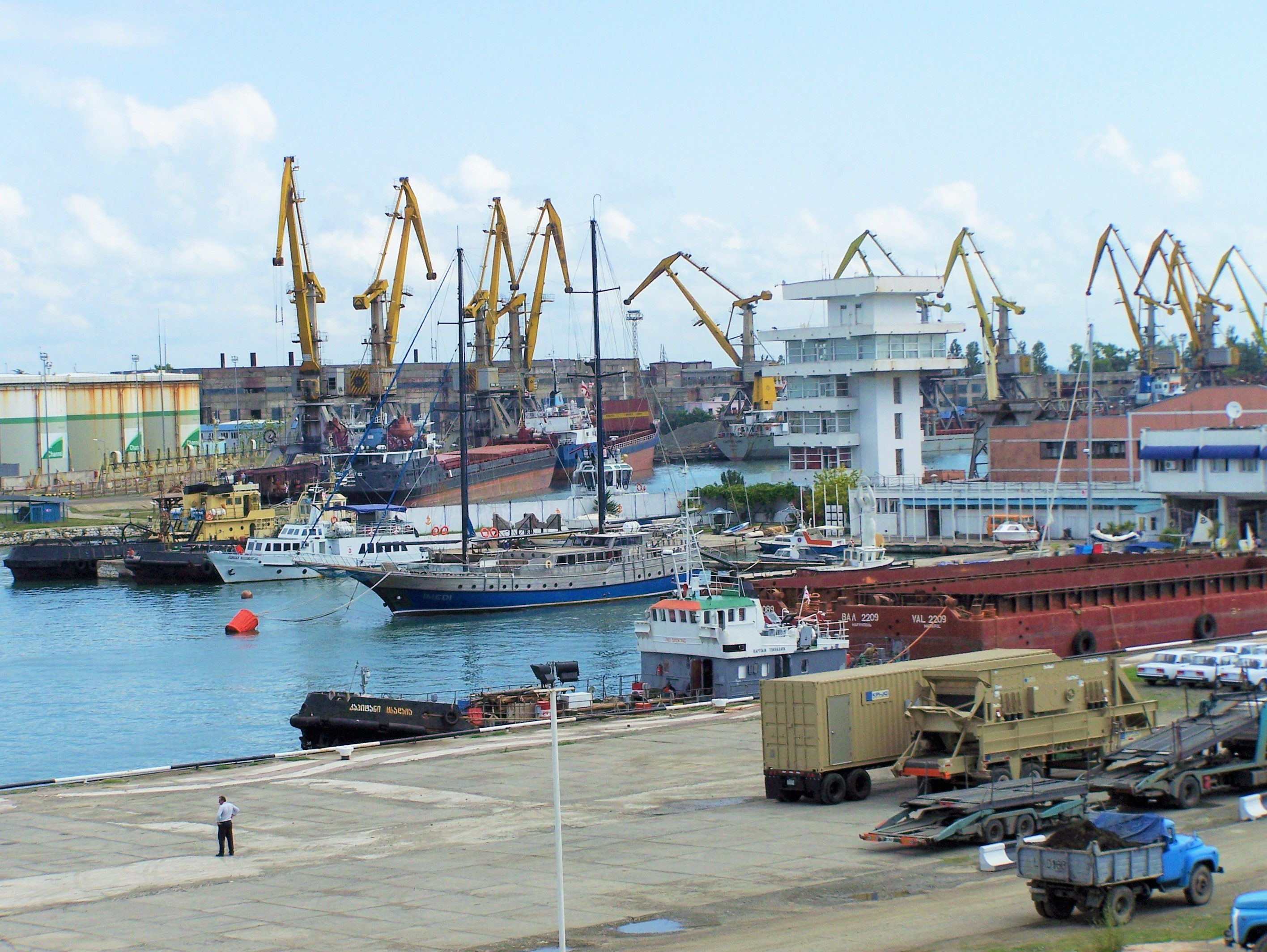
El puerto de Poti
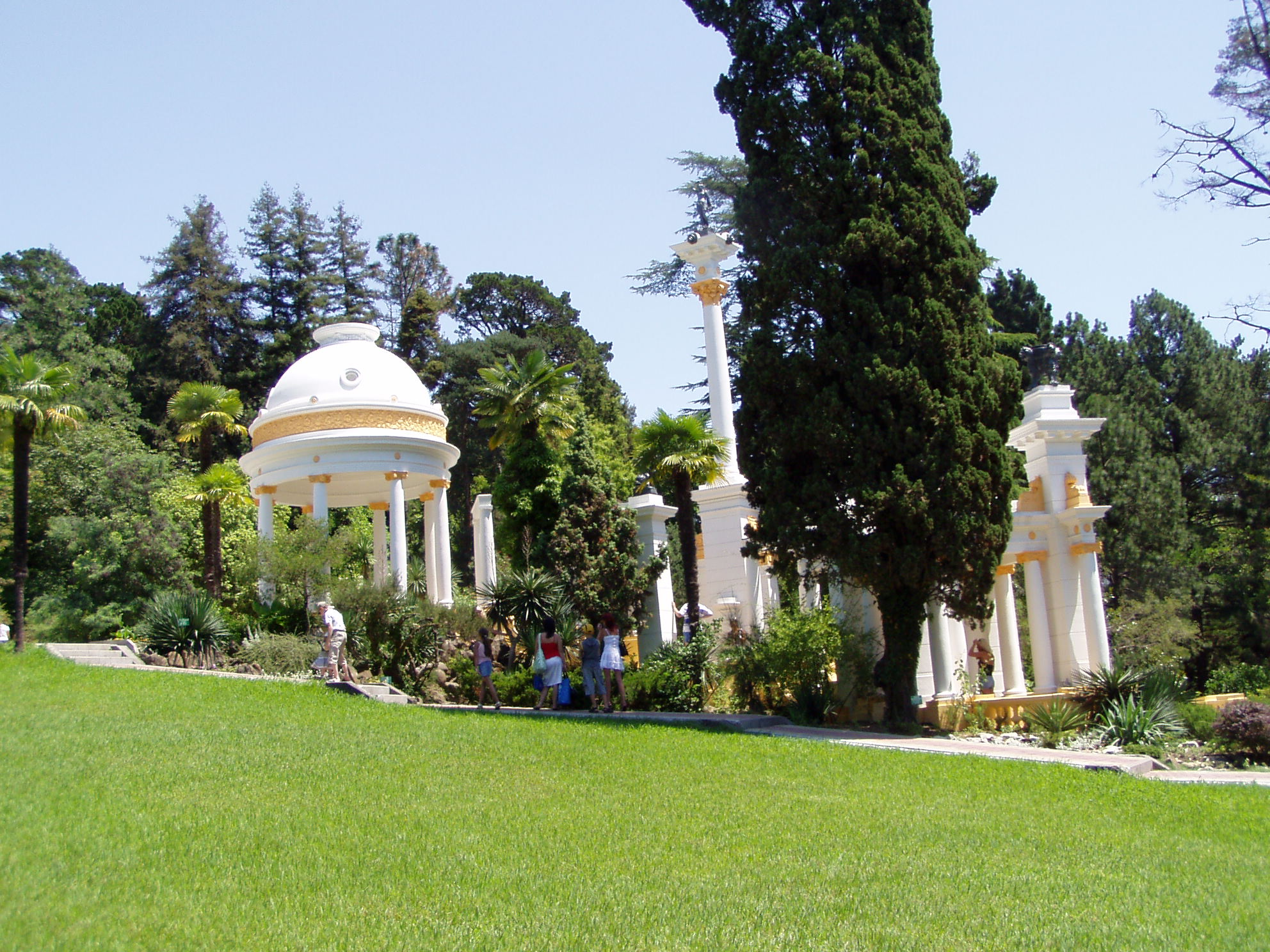
Parque en Sochi
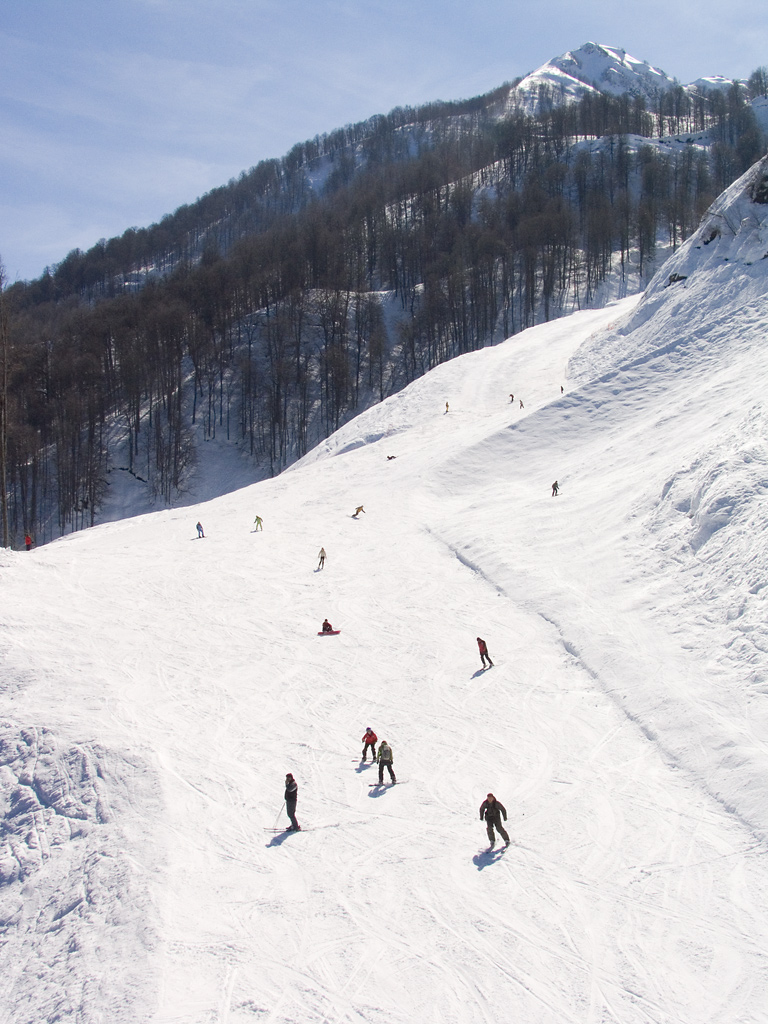
Viasta aérea de Krasnaya Polyana
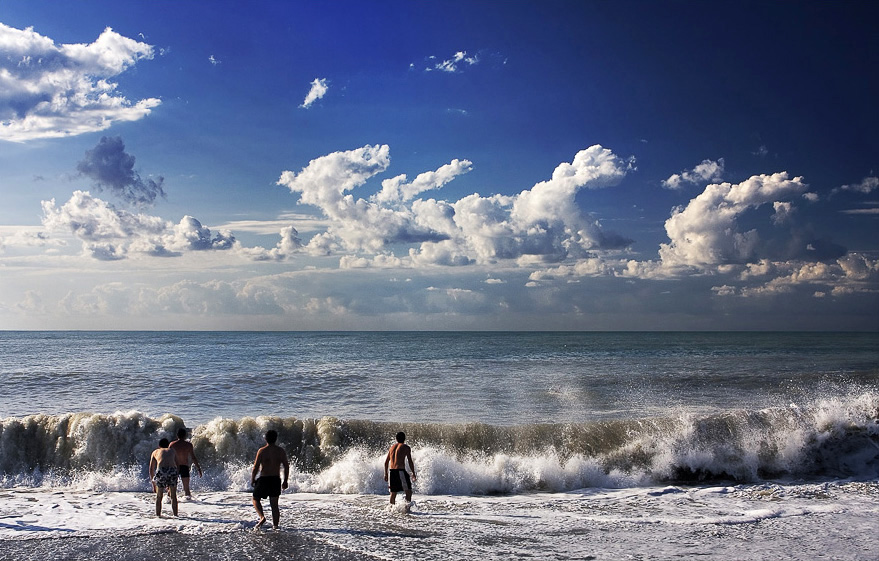
Playa de Batumi

- Datos: Q4514098
- Multimedia: Caucasian Riviera / Q4514098